# Tepetates, Aguascalientes
Tepetates är en ort i Mexiko.   Den ligger i kommunen Jesús María och delstaten Aguascalientes, i den centrala delen av landet, 400 km nordväst om huvudstaden Mexico City. Tepetates ligger 1 865 meter över havet och antalet invånare är 1 683.
Terrängen runt Tepetates är platt åt sydost, men åt nordväst är den kuperad. Runt Tepetates är det tätbefolkat, med 459 invånare per kvadratkilometer. Närmaste större samhälle är Aguascalientes, 9,2 km söder om Tepetates. Trakten runt Tepetates består till största delen av jordbruksmark.